# FIFA év játékosa 2006
A hölgyeknél a díjat a brazil Marta nyerte. A férfiaknál pedig először nyert egy védő, nevezetesen az olasz Fabio Cannavaro.

## Férfiak
| #  | Játékos             | Pont | Csapat                  |
| -- | ------------------- | ---- | ----------------------- |
| 1  | Fabio Cannavaro     | 498  | Real Madrid Juventus    |
| 2  | Zinédine Zidane     | 454  | Real Madrid             |
| 3  | Ronaldinho          | 380  | FC Barcelona            |
| 4  | Thierry Henry       | 317  | Arsenal                 |
| 5  | Samuel Eto'o        | 300  | FC Barcelona            |
| 6  | Didier Drogba       | 150  | Chelsea                 |
| 7  | Kaká                | 139  | AC Milan                |
| 8  | Gianluigi Buffon    | 118  | Juventus                |
| 9  | Andrea Pirlo        | 86   | AC Milan                |
| 10 | Cristiano Ronaldo   | 69   | Manchester United       |
| 11 | Michael Ballack     | 53   | Chelsea Bayern München  |
| 12 | Steven Gerrard      | 48   | Liverpool               |
| 13 | Miroslav Klose      | 46   | Werder Bremen           |
| 14 | Frank Lampard       | 31   | Chelsea                 |
| 15 | Deco                | 25   | Barcelona               |
| 16 | Luís Figo           | 20   | Internazionale          |
| 17 | Juan Román Riquelme | 16   | Villarreal              |
| 17 | Franck Ribéry       | 16   | Marseille               |
| 17 | Wayne Rooney        | 16   | Manchester United       |
| 20 | Gennaro Gattuso     | 15   | AC Milan                |
| 21 | Andrij Sevcsenko    | 14   | Chelsea AC Milan        |
| 22 | Patrick Vieira      | 13   | Internazionale Juventus |
| 22 | Michael Essien      | 13   | Chelsea                 |
| 24 | Petr Čech           | 11   | Chelsea                 |
| 25 | Alessandro Nesta    | 9    | AC Milan                |
| 26 | Lilian Thuram       | 8    | FC Barcelona Juventus   |
| 27 | Jens Lehmann        | 6    | Arsenal                 |
| 28 | Philipp Lahm        | 3    | Bayern München          |
| 29 | Rafael Márquez      | 2    | FC Barcelona            |
| 29 | Adriano             | 2    | Internazionale          |

## Nők
| #  | Játékos                  | Pont |
| -- | ------------------------ | ---- |
| 1  | Marta                    | 475  |
| 2  | Kristine Lilly           | 388  |
| 3  | Renate Lingor            | 305  |
| 4  | Abby Wambach             | 182  |
| 5  | Kelly Smith              | 157  |
| 6  | Silke Rottenberg         | 154  |
| 7  | Han Duan                 | 116  |
| 8  | Ma Xiaoxu                | 99   |
| 9  | Malin Mostrom            | 87   |
| 10 | Lotta Schelin            | 82   |
| 11 | Cynthia Uwak             | 81   |
| 12 | Ri Kum-Suk               | 64   |
| 13 | Ingvild Stensland        | 54   |
| 14 | Laura Georges            | 48   |
| 15 | Christine Sinclair       | 39   |
| 16 | Monica Ocampo            | 34   |
| 17 | Sandrine Soubeyrand      | 31   |
| 18 | Laura Kalmari            | 24   |
| 19 | Cheryl Salisbury         | 12   |
| 20 | Cathrine Paaske Sørensen | 11   |